# Río Negro (Captren)
El río Negro  es un curso natural de agua que nace en el volcán Llaima y tras corto trayecto fluye con dirección NE hasta la confluencia con el río Colorado para dar origen al río Captrén de la cuenca del río Imperial.
(No debe ser confundido con el otro río Negro (Blanco), afluente del río Blanco (Cautín))

## Trayecto
El mapa de Risopatrón publicado en  1910 muestra al río Colorado que nace en la laguna Conillio, pero desemboca en un "río Negro", un río Captrén no aparece. El mapa c:File:36.50-temuco-los-angeles-angol--MP0001337.pdf del Instituto Geográfico Militar de Chile muestra una laguna y un estero Catrén, pero no un río Colorado.